# ريتشارد بينغهام
ريتشارد بينغهام (بالإنجليزية: Richard Martin Bingham)‏ هو محامي وقاضي وسياسي بريطاني (وحمل سابقاً جنسية المملكة المتحدة لبريطانيا العظمى وأيرلندا)، ولد في 26 أكتوبر 1915، وتوفي في 26 يوليو 1992. حزبياً، نشط في حزب المحافظين. في الانتخابات الفرعية في مجلس العموم البريطاني ‏، انتخب عضو البرلمان الحادي والأربعين للمملكة المتحدة ‏ عن دائرة ليفربول غارستون (5 ديسمبر 1957 – 18 سبتمبر 1959) وفي الانتخابات العامة في المملكة المتحدة 1959 ‏، انتخب عضو البرلمان الثاني والأربعون للمملكة المتحدة ‏ عن دائرة ليفربول غارستون (8 أكتوبر 1959 – 25 سبتمبر 1964) وفي الانتخابات العامة في المملكة المتحدة 1964 ‏، انتخب عضو البرلمان الثالث والأربعون للمملكة المتحدة عن دائرة ليفربول غارستون (15 أكتوبر 1964 – 10 مارس 1966).